# 25-й армійський корпус (Третій Рейх)
XXV-й (25-й) армі́йський ко́рпус (нім. XXV. Armeekorps) — армійський корпус Вермахту за часів Другої світової війни.

## Історія
XXV-й армійський корпус був сформований 24 листопада 1938 в Баден-Бадені в V-му військовому окрузі (нім. Wehrkreis V), як командування «Верхній Рейн». 17 вересня 1939 перетворене на 25-й армійський корпус.

## Райони бойових дій
- Німеччина (вересень 1939 — травень 1940);
- Франція (травень 1940 — травень 1945).

## Командування

### Командири
- генерал від інфантерії Альфред Вегер (нім. Alfred Wäger) (17 вересня — 6 листопада 1939);
- генерал-лейтенант, з 1 вересня 1940 генерал від інфантерії Карл фон Прагер (нім. Karl von Prager) (6 листопада 1939 — 1 травня 1942);
- генерал артилерії Вільгельм Фармбахер (нім. Wilhelm Fahrmbacher) (1 травня 1942 — 10 червня 1944);
- генерал від інфантерії Дітріх фон Хольтіц (нім. Dietrich von Choltitz) (10 — 16 червня 1944);
- генерал артилерії Вільгельм Фармбахер (16 червня 1944 — 8 травня 1945).

## Бойовий склад 25-го армійського корпусу
Формування управління, забезпечення та підтримки
- 115-те артилерійське командування (Arko 115),
- 307-ме управління корпусного постачання (Korps-Nachschubtruppen 307);
- 425-й корпусний батальйон зв'язку (Korps-Nachrichten-Abteilung 425);
- 307-ма польова пошта (Feldpostamt 307);
- 307-й батальйон фельджандармерії (Feldgendarmerie-Abteilung 307);
- 526-й армійський топографічний відділ (Armee-Kartenstelle 526);
- 563-тя батарея геодезичної зйомки (Vermessungs-Batterie 563).

- 5-та піхотна дивізія (5. Infanterie-Division);
- 35-та піхотна дивізія (35. Infanterie-Division);
- 14-та дивізія Ландвера (14. Landwehr-Division);
- полк СС «Фюрер» (SS-Regiment "Der Führer").

- 205-та піхотна дивізія (205. Infanterie-Division);
- 212-та піхотна дивізія (212. Infanterie-Division);
- 246-та піхотна дивізія (246. Infanterie-Division);
- 260-та піхотна дивізія (260. Infanterie-Division).

- 555-та піхотна дивізія (555. Infanterie-Division);
- 557-ма піхотна дивізія (557. Infanterie-Division).

- 73-тя піхотна дивізія (73. Infanterie-Division);
- 215-та піхотна дивізія (215. Infanterie-Division).

- 73-тя піхотна дивізія;
- 167-ма піхотна дивізія (167. Infanterie-Division);
- 169-та піхотна дивізія (169. Infanterie-Division);
- Дивізія Лейбштандарте-СС «Адольф Гітлер» (Leibstandarte-SS Adolf Hitler);
- Моторизований полк «Гроссдойчланд» (Infanterie-Regiment "Großdeutschland" (mot.).

- 83-тя піхотна дивізія (83. Infanterie-Division);
- 205-та піхотна дивізія (205. Infanterie-Division);
- 211-та піхотна дивізія (211. Infanterie-Division);
- 212-та піхотна дивізія (212. Infanterie-Division).

- 205-та піхотна дивізія;
- 211-та піхотна дивізія;
- 709-та піхотна дивізія (709. Infanterie-Division);
- 712-та піхотна дивізія (712. Infanterie-Division).

- 205-та піхотна дивізія;
- 211-та піхотна дивізія;
- 709-та піхотна дивізія.

- 305-та піхотна дивізія (305. Infanterie-Division);
- 332-га піхотна дивізія (332. Infanterie-Division);
- 335-та піхотна дивізія (335. Infanterie-Division);
- 709-та піхотна дивізія.

- 24-та танкова дивізія (24. Panzer-Division);
- 305-та піхотна дивізія;
- 333-тя піхотна дивізія (333. Infanterie-Division);
- 335-та піхотна дивізія;
- 336-та піхотна дивізія (336. Infanterie-Division);
- 377-ма піхотна дивізія (377. Infanterie-Division);
- 709-та піхотна дивізія.

- 6-та танкова дивізія (6. Panzer-Division);
- 17-та піхотна дивізія (17. Infanterie-Division);
- 333-тя піхотна дивізія;
- 335-та піхотна дивізія;
- 370-та піхотна дивізія (370. Infanterie-Division);
- 709-та піхотна дивізія;
- Полк «Герман Герінг» (Regiment "General Göring").

- 6-та танкова дивізія;
- 17-та піхотна дивізія;
- 333-тя піхотна дивізія;
- 335-та піхотна дивізія;
- 337-ма піхотна дивізія (337. Infanterie-Division);
- 709-та піхотна дивізія;
- Дивізія СС «Дас Райх» (SS-Division Reich);
- Бригада «Герман Герінг» (Brigade "General Göring").

- 6-та танкова дивізія;
- 17-та піхотна дивізія;
- 182-га піхотна дивізія (182. Infanterie-Division);
- 257-ма піхотна дивізія (257. Infanterie-Division);
- 333-тя піхотна дивізія;
- 335-та піхотна дивізія;
- 337-ма піхотна дивізія;
- 709-та піхотна дивізія;
- Бригада «Герман Герінг».

- 6-та танкова дивізія;
- 17-та піхотна дивізія;
- 182-га піхотна дивізія;
- 257-ма піхотна дивізія;
- 335-та піхотна дивізія;
- 343-тя піхотна дивізія (343. Infanterie-Division);
- 346-та піхотна дивізія (346. Infanterie-Division);
- 709-та піхотна дивізія;
- Бригада «Герман Герінг».

- 17-та піхотна дивізія;
- 257-ма піхотна дивізія;
- 333-тя піхотна дивізія;
- 346-та піхотна дивізія.

- 17-та піхотна дивізія;
- 257-ма піхотна дивізія;
- 333-тя піхотна дивізія.

- 384-та піхотна дивізія (384. Infanterie-Division).

- 265-та піхотна дивізія (265. Infanterie-Division);
- 243-тя піхотна дивізія (243. Infanterie-Division);
- 343-тя піхотна дивізія.

- 43-тя піхотна дивізія (43. Infanterie-Division);
- 265-та піхотна дивізія;
- 275-та піхотна дивізія (275. Infanterie-Division);
- 353-тя піхотна дивізія (353. Infanterie-Division).

- 265-та піхотна дивізія;
- 275-та піхотна дивізія;
- 343-тя піхотна дивізія;
- 2-га парашутна дивізія (2. FallschirmJäger-Division).

- 265-та піхотна дивізія;
- 343-тя піхотна дивізія.

- 265-та піхотна дивізія;
- 266-та піхотна дивізія (266. Infanterie-Division);
- 343-тя піхотна дивізія;
- 2-га парашутна дивізія.

- 265-та піхотна дивізія.